# Eddy Howard
Eddy Howard (ur. 12 września 1914, zm. 23 maja 1963) – amerykański wokalista.

## Wyróżnienia
Posiada swoją gwiazdę na Hollywoodzkiej Alei Gwiazd.